# Terraplane
Terraplane was een Londense muziekgroep uit de jaren tachtig. De muziek van de band was een mengeling van pop en rock. In Terraplane speelden onder meer de drie muzikanten die later de hardrockband Thunder zouden oprichten.
Zanger Danny Bowes, gitarist Luke Morley en drummer Gary 'Harry' James werden bijgestaan door bassist Nick Linden en tweede gitarist Rudi Rivière. Het debuutalbum, Black and White (waarvan de originele titel Talking To You On The Great White Telephone was), werd in 1985 uitgebracht door Epic Records en oogstte goede recensies, maar in 1987 begon het platenlabel de band meer in de richting van de soulmuziek te sturen. Hoewel de bandleden het hiermee niet eens waren, namen zij toch het album Moving Target op. Dit album leidde ertoe dat oude fans zich niet meer bij de band thuis voelden en er geen nieuwe fans bij kwamen.
Morley, Bowes en James zouden in 1989 de aanzet geven tot de formatie van de band Thunder; tot op de dag vandaag zijn zij hiermee nog actief.

## Discografie
- Black and White (Epic Records, 1985)
- Moving Target (Epic Records, 1987)
- We Survive (Anthology), (Castle Records, 2005)